# U hřiště (vodní plocha)
U hřiště je název vodní plochy v katastru obce Káraný v okrese Praha-východ. Konkrétně se nachází v lokalitě Pod hájovnou poblíž slepého ramene Labe u Čelákovic. Vodní plocha má protáhlý charakter délky asi 47 metrů a šířky 12 m. Je orientována ze severovýchodu na jihozápad. Na severním břehu se nachází chatová oblast, na ostatních les. Na jihu pak po několika metrech slepé rameno Labe. Původně byla vodní plocha součástí ramene Labe. Od Labe se oddělila po roce 1869.

## Galerie

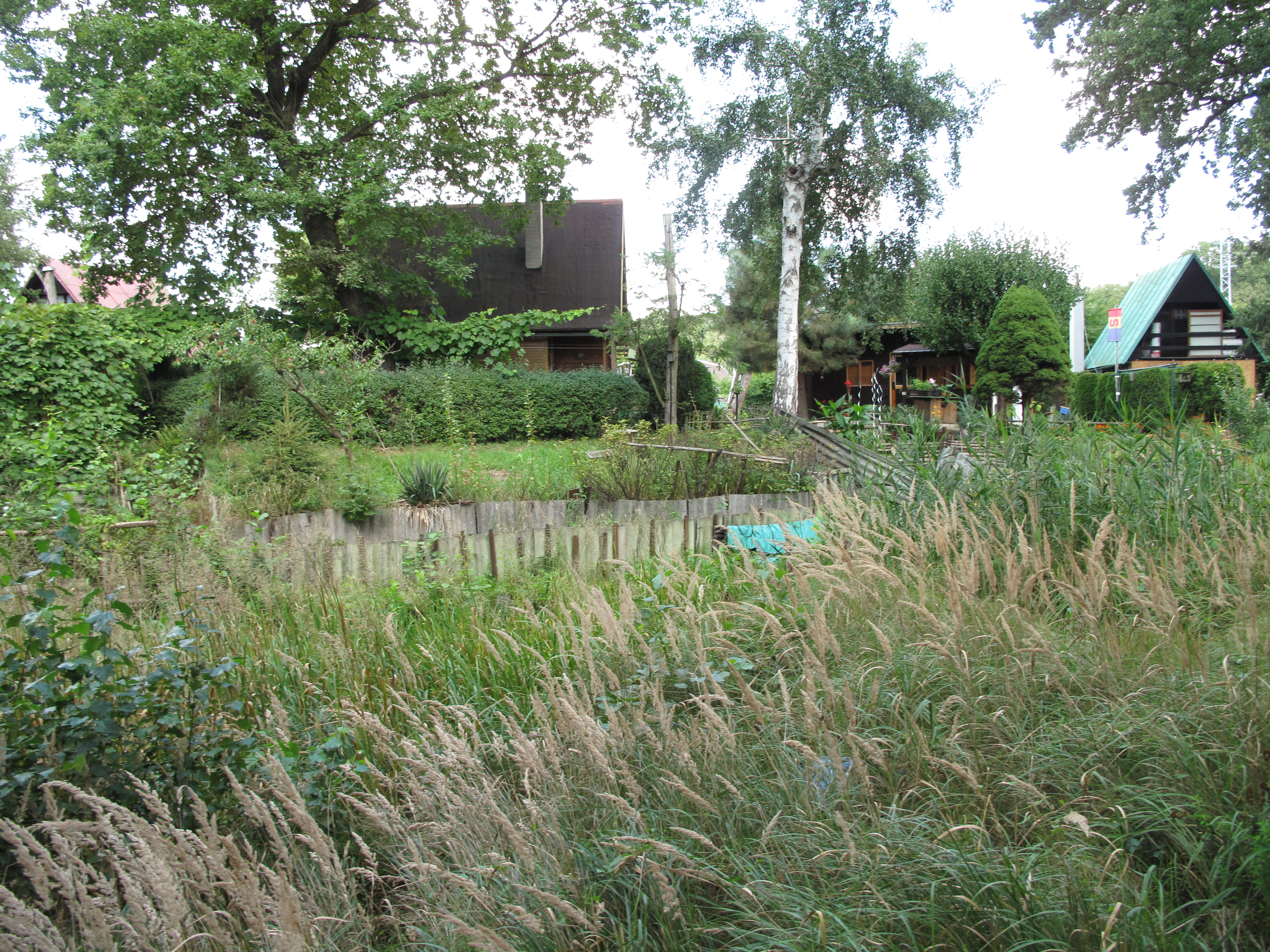
Původní břeh vodní plochy (stav 2017)
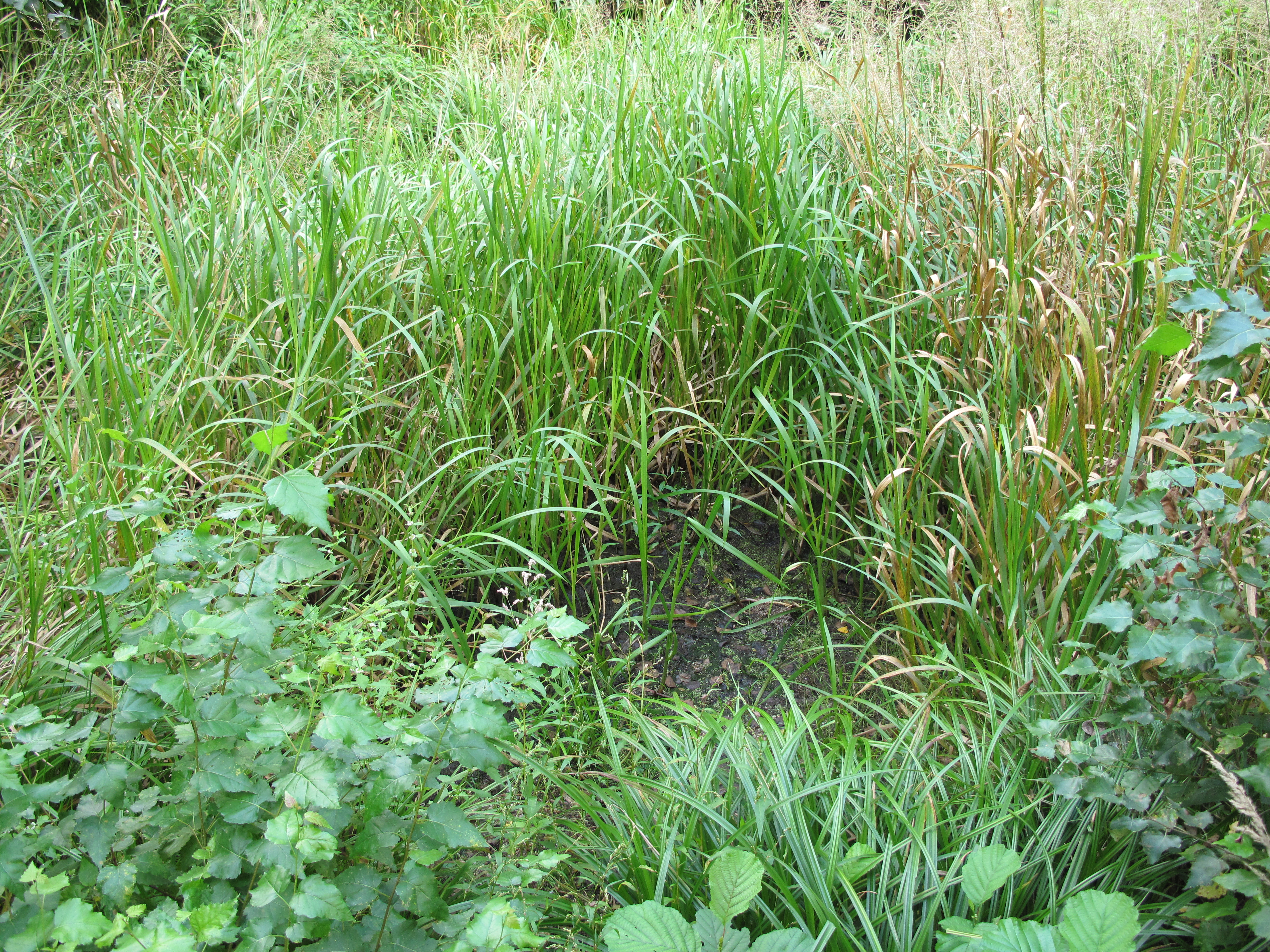
Bahno (2017)
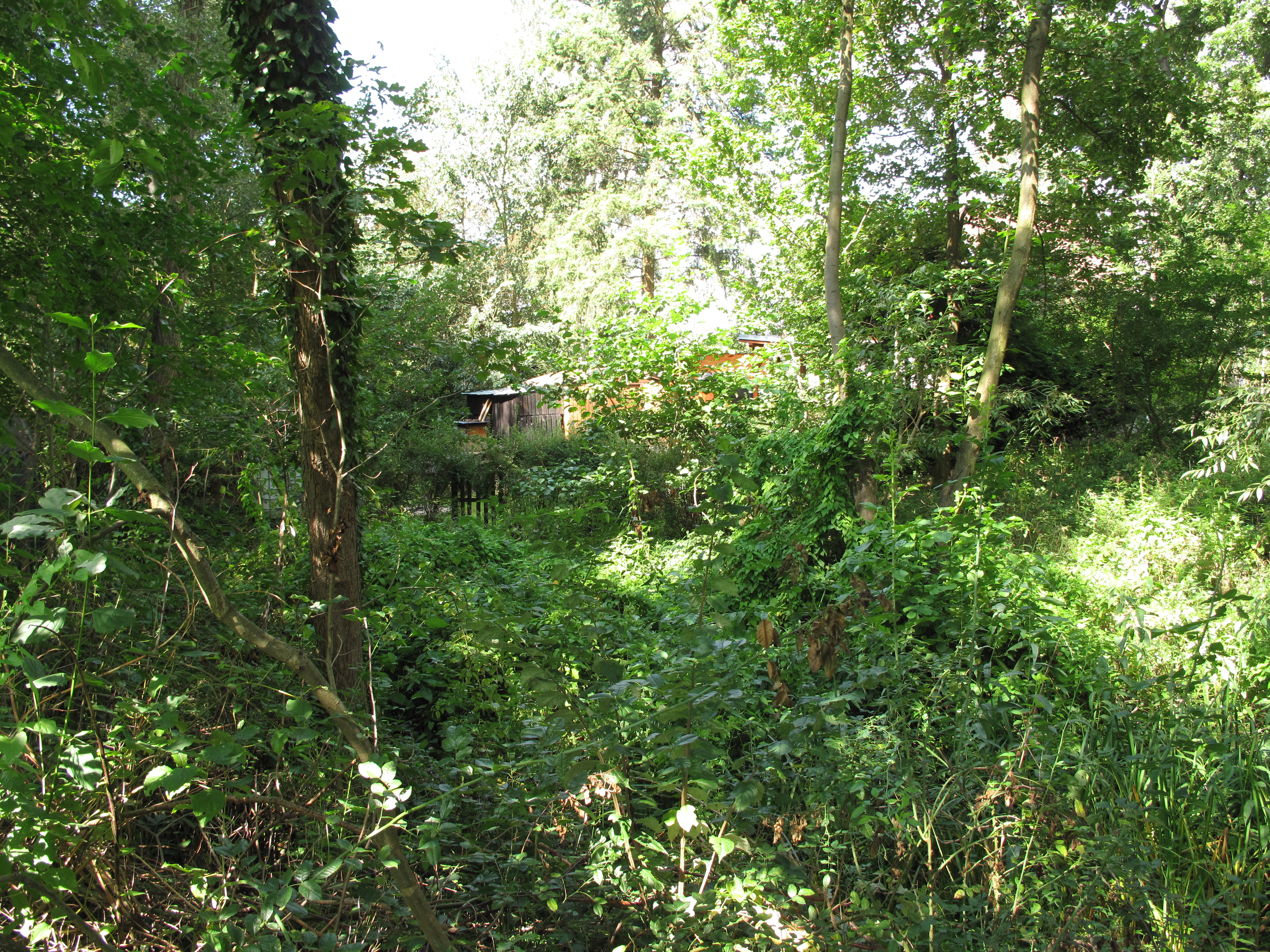
Jihozápadním okraj původní vodní plochy (stav 2017)